# Mistrzostwa Polski w skokach narciarskich
Mistrzostwa Polski w skokach narciarskich – doroczne zawody indywidualne i drużynowe wyłaniające mistrza Polski. Mistrzostwa odbywają się zimą na śniegu oraz latem na igelicie, na skoczniach normalnych i dużych.

## Mężczyźni

### Sezon zimowy

#### Historia
Pierwsze mistrzostwa odbyły się w 1920, w Zakopanem na Antałówce. Historycznym zwycięzcą tych zawodów był Leszek Pawłowski ze Lwowa. W 1922, podczas mistrzostw w Worochcie, doszło do wydarzenia, które oburzyło startujących skoczków, mianowicie w skokach seniorów II klasy wygrała kobieta – Elżbieta Michalewska-Ziętkiewiczowa. Osiągnęła ona także trzeci wynik łącznej rywalizacji.
W latach 1932-33; 1935-37; w 1939 i 1946 (w latach 1940-45 mistrzostwa nie odbywały się ze względu na II wojnę światową); 1948-49 oraz 1951-52 mistrzem Polski zostawał Stanisław Marusarz. Przerywali mu wtedy Bronisław Czech, Andrzej Marusarz i Jan Kula. Ostatnie mistrzostwa Marusarz wygrał, gdy miał 38 lat.
W 1961 zawody pierwszy raz rozegrano na skoczni K-90 (w Zakopanem). Wygrał je Józef Gąsienica-Bryjak. W roku kolejnym pierwszy raz w historii rozegrano MP na dwóch skoczniach – dużej i średniej. Podwójnym mistrzem został Piotr Wala. W 1972 na dużej skoczni wygrał Wojciech Fortuna, świeżo upieczony mistrz olimpijski. Lata 1982-1988 to lata dominacji Piotra Fijasa. Na dużej skoczni wygrywał 7 razy z rzędu. Na mniejszej zaś 4 razy z rzędu zwyciężał od roku 1984 do 1988. Jego passę na skoczni średniej przerwał Jan Kowal – jednak od 1988 mała skocznia miała punkt K usytuowany na 90. metrze.
W 1994 pierwszy raz zwycięstwo na MP odniósł Adam Małysz. Na Średniej Krokwi wygrał ze Stanisławem Ustupskim. W kolejnym roku mistrzostwo zdobył i na Wielkiej Krokwi, jednak na średniej musiał uznać wyższość Wojciecha Skupnia. Tytułu z dużej skoczni nie oddał jeszcze przez kolejne 2 lata. Małysz mistrzem został ponownie w 2000. Wygrał na obu skoczniach. W 2001 nie startował w mistrzostwach, więc najlepszymi okazali się Wojciech Skupień i Łukasz Kruczek. Jednak od 2002 do 2006 Małysz nie oddał żadnemu skoczkowi mistrzostwa Polski na dużej skoczni.

#### Indywidualne zimowe mistrzostwa Polski

##### 1920 – 1961
| Rok           | Miejsce          | Skocznia          | Złoty medal                               | Srebrny medal              | Brązowy medal                                  |
| ------------- | ---------------- | ----------------- | ----------------------------------------- | -------------------------- | ---------------------------------------------- |
| 22.02.1920    | Zakopane         | Antałówka         | Leszek Pawłowski                          | Franciszek Bujak           | Roman Łuszczyński                              |
| 28.03.1921    | Zakopane         | Dolina Jaworzynki | Aleksander Rozmus                         | Leszek Pawłowski           | Franciszek Bujak                               |
| 05.03.1922    | Worochta         | Worochta          | Aleksander Rozmus                         | Andrzej Krzeptowski I      | Eugeniusz Kaliciński                           |
| 11.03.1923    | Sławsko          | Kiczerka          | Andrzej Krzeptowski I                     | Aleksander Rozmus          | Henryk Mückenbrunn                             |
| 17.02.1924    | Krynica          | Krzyżowa          | Henryk Mückenbrunn                        | Tadeusz Zaydel             | Andrzej Krzeptowski II                         |
| 01.02.1925    | Krynica          | Krzyżowa          | Henryk Mückenbrunn                        | Aleksander Rozmus          | Szczepan Witkowski                             |
| 06.03.1926    | Zakopane         | Dolina Jaworzynki | Andrzej Krzeptowski (3)                   | Henryk Mückenbrunn (5)     | Józef Bujak (7)                                |
| 20.02.1927    | Zakopane         | Wielka Krokiew    | Józef Lankosz (3)                         | Władysław Żytkowicz (5)    | Andrzej Krzeptowski (6)                        |
| 18.03.1928    | Zakopane         | Wielka Krokiew    | Bronisław Czech                           | Aleksander Rozmus          | Władysław Żytkowicz (4)                        |
| 10.02.1929    | Zakopane         | Wielka Krokiew    | Bronisław Czech (10)                      | Franciszek Cukier (17)     | Władysław Mietelski (23)                       |
| 16.02.1930    | Zakopane         | Wielka Krokiew    | Franciszek Cukier                         | Aleksander Rozmus          | Leopold Gayduschek                             |
| 22.02.1931    | Wisła            | Łabajów           | Bronisław Czech (3)                       | Stanisław Marusarz (5)     | Andrzej Marusarz i Karol Gąsienica Szostak (6) |
| 06.03.1932    | Zakopane         | Wielka Krokiew    | Stanisław Marusarz                        | Izydor Gąsienica-Łuszczek  | Wojciech Gąsienica-Marcinowski                 |
| 19.02.1933    | Zakopane         | Wielka Krokiew    | Stanisław Marusarz                        | Piotr Kolesar              | Franciszek Gut-Szczerba (6)                    |
| 11.02.1934    | Zakopane         | Wielka Krokiew    | Bronisław Czech (2)                       | Józef Bursa (4)            | Jan Legierski (5)                              |
| 24.02.1935    | Zakopane         | Wielka Krokiew    | Stanisław Marusarz (2)                    | Andrzej Marusarz (4)       | Marian Woyna Orlewicz (6)                      |
| 08.03.1936    | Zakopane         | Hala Kondratowa   | Stanisław Marusarz                        | Bronisław Czech            | Stanisław Giewont                              |
| 31.01.1937    | Wisła            | Łabajów           | Stanisław Marusarz                        | Bronisław Czech            | Piotr Kolesar                                  |
| 06.02.1938    | Zakopane         | Wielka Krokiew    | Andrzej Marusarz                          | Marian Zając               | Stanisław Czarniak                             |
| 19.02.1939    | Zakopane         | Wielka Krokiew    | Stanisław Marusarz (5)                    | Jan Kula (11)              | Andrzej Marusarz (15)                          |
| 03.02.1946    | Zakopane         | Wielka Krokiew    | Stanisław Marusarz                        | Mieczysław Gąsienica Samek | Tadeusz Kozak (4)                              |
| 26.02.1947    | Zakopane         | Wielka Krokiew    | Jan Kula                                  | Józef Daniel Krzeptowski   | Jerzy Schindler                                |
| 22.02.1948    | Karpacz          | Orlinek           | Stanisław Marusarz                        | Jan Kula                   | Mieczysław Gąsienica Samek                     |
| 07.02.1949    | Szczyrk          | Skalite           | Stanisław Marusarz                        | Leopold Tajner             | Jan Kula                                       |
| 29.01.1950    | Zakopane         | Wielka Krokiew    | Jan Kula                                  | Józef Daniel Krzeptowski   | Tadeusz Kozak                                  |
| 25.02.1951    | Zakopane         | Wielka Krokiew    | Stanisław Marusarz                        | Antoni Wieczorek           | Leopold Tajner                                 |
| 09.03.1952    | Zakopane         | Wielka Krokiew    | Stanisław Marusarz                        | Jakub Węgrzynkiewicz       | Jan Kula                                       |
| 08.03.1953    | Szczyrk          | Skalite           | Aleksander Kowalski                       | Jan Kula Antoni Wieczorek  | –                                              |
| 07.03.1954    | Wisła            | Malinka           | Antoni Wieczorek                          | Jan Kula                   | Jakub Węgrzynkiewicz                           |
| 06.03.1955    | Zakopane         | Wielka Krokiew    | Andrzej Gąsienica Daniel Antoni Wieczorek | –                          | Stanisław Marusarz                             |
| 19.02.1956    | Szklarska Poręba | Owcze Skały       | Władysław Tajner                          | Roman Gąsienica-Sieczka    | Aleksander Kowalski                            |
| 03.03.1957    | Zakopane         | Wielka Krokiew    | Władysław Tajner                          | Franciszek Gąsienica Groń  | Roman Gąsienica-Sieczka                        |
| 02.02.1958    | Wisła            | Malinka           | Władysław Tajner                          | Antoni Wieczorek           | Andrzej Gąsienica Daniel                       |
| 15.02.1959    | Zakopane         | Wielka Krokiew    | Zdzisław Hryniewiecki                     | Jan Furman                 | Władysław Tajner                               |
| 13.03.1960    | Zakopane         | Średnia Krokiew   | Józef Gąsienica-Bryjak                    | Gustaw Bujok               | Władysław Tajner                               |
| 18-19.02.1961 | Wisła            | Malinka           | Józef Gąsienica-Bryjak                    | Antoni Wieczorek           | Ryszard Witke                                  |

##### 1962 –

###### Normalna skocznia
| Rok                       | Miejsce                      | Skocznia                     | Złoty medal                  | Srebrny medal                | Brązowy medal                |
| ------------------------- | ---------------------------- | ---------------------------- | ---------------------------- | ---------------------------- | ---------------------------- |
| 02.02.1962                | Zakopane                     | Średnia Krokiew              | Piotr Wala                   | Ryszard Witke                | Józef Gąsienica-Bryjak       |
| 26.02.1963                | Zakopane                     | Średnia Krokiew              | Ryszard Witke Antoni Łaciak  | –                            | Andrzej Sztolf               |
| 23.02.1964                | Wisła                        | Malinka                      | Józef Przybyła               | Józef Kocyan                 | Piotr Wala                   |
| 20.02.1965                | Zakopane                     | Średnia Krokiew              | Andrzej Sztolf               | Józef Kocyan                 | Piotr Wala                   |
| 30.01.1966                | Wisła                        | Malinka                      | Józef Przybyła               | Piotr Wala                   | Stanisław Murzyniak          |
| 02.03.1967                | Zakopane                     | Średnia Krokiew              | Józef Przybyła               | Piotr Wala                   | Józef Kocyan                 |
| 23.02.1968                | Szczyrk                      | Skalite                      | Erwin Fiedor                 | Józef Przybyła               | Jan Kawulok                  |
| 15.02.1969                | Zakopane                     | Średnia Krokiew              | Józef Przybyła               | Jan Bieniek                  | Józef Gąsienica Daniel       |
| 04.02.1970                | Zakopane                     | Średnia Krokiew              | Stanisław Gąsienica-Daniel   | Tadeusz Pawlusiak            | Adam Krzysztofiak            |
| 21.02.1971                | Szczyrk                      | Skalite                      | Jan Kawulok                  | Stanisław Gąsienica-Daniel   | Ryszard Witke                |
| 23.02.1972                | Zakopane                     | Średnia Krokiew              | Adam Krzysztofiak            | Stanisław Gąsienica-Daniel   | Tadeusz Pawlusiak            |
| 02.02.1973                | Szczyrk                      | Skalite                      | Tadeusz Pawlusiak            | Stanisław Gąsienica-Daniel   | Adam Krzysztofiak            |
| 31.01.1974                | Zakopane                     | Średnia Krokiew              | Adam Krzysztofiak            | Tadeusz Pawlusiak            | Wojciech Fortuna             |
| 05.02.1975                | Szczyrk                      | Skalite                      | Adam Krzysztofiak            | Stanisław Bobak              | Aleksander Stołowski         |
| 20.02.1976                | Zakopane                     | Średnia Krokiew              | Stanisław Bobak              | Stefan Hula                  | Marek Pach                   |
| 03.02.1977                | Szczyrk                      | Skalite                      | Janusz Waluś                 | Stanisław Bobak              | Tadeusz Pawlusiak            |
| 03.03.1978                | Zakopane                     | Średnia Krokiew              | Stanisław Bobak              | Stanisław Kawulok            | Kazimierz Długopolski        |
| 24.01.1979                | Zakopane                     | Średnia Krokiew              | Stanisław Bobak              | Stanisław Kawulok            | Kazimierz Długopolski        |
| 02.02.1980                | Szczyrk                      | Skalite                      | Piotr Fijas                  | Stanisław Bobak              | Stanisław Pawlusiak          |
| 07.02.1981                | Zakopane                     | Średnia Krokiew              | Stanisław Bobak              | Jan Łoniewski                | Józef Pawlusiak              |
| 12.02.1982                | Zakopane                     | Średnia Krokiew              | Jan Łoniewski                | Janusz Duda                  | Józef Pawlusiak              |
| 05.02.1983                | Zakopane                     | Średnia Krokiew              | Janusz Duda                  | Piotr Fijas                  | Tadeusz Fijas                |
| 19.02.1984                | Zakopane                     | Średnia Krokiew              | Piotr Fijas                  | Bogdan Zwijacz               | Janusz Duda                  |
| 31.01.1985                | Szczyrk                      | Skalite                      | Piotr Fijas                  | Zbigniew Malik               | Jan Kowal                    |
| 05.02.1986                | Zakopane                     | Średnia Krokiew              | Piotr Fijas                  | Jan Kowal                    | Zbigniew Malik               |
| 08.03.1987                | Szczyrk                      | Skalite                      | Piotr Fijas                  | Jan Kowal                    | Zbigniew Klimowski           |
| 07.03.1988                | Zakopane                     | Średnia Krokiew              | Jan Kowal                    | Zbigniew Klimowski           | Piotr Fijas                  |
| 05.02.1989                | Szczyrk                      | Salmopol                     | Jan Kowal                    | Bogdan Papierz               | Zbigniew Klimowski           |
| 05.03.1990                | Zakopane                     | Średnia Krokiew              | Jan Kowal                    | Zbigniew Klimowski           | Robert Witke                 |
| 19.02.1991                | Szczyrk                      | Skalite                      | Jan Kowal                    | Bogdan Papierz               | Alojzy Moskal                |
| 01.02.1992                | Zakopane                     | Średnia Krokiew              | Zbigniew Klimowski           | Jan Kowal                    | Robert Zygmuntowicz          |
| 14.03.1993                | Szczyrk                      | Skalite                      | Robert Zygmuntowicz          | Jan Kowal                    | Stefan Habas                 |
| 06.02.1994                | Zakopane                     | Średnia Krokiew              | Adam Małysz                  | Stanisław Ustupski           | Andrzej Młynarczyk           |
| 18.02.1995                | Szczyrk                      | Salmopol                     | Wojciech Skupień             | Adam Małysz                  | Robert Mateja                |
| 23.03.1996                | Zakopane                     | Średnia Krokiew              | Wojciech Skupień             | Adam Małysz                  | Aleksander Bojda             |
| 16.02.1997                | Szczyrk                      | Skalite                      | Robert Mateja                | Adam Małysz                  | Łukasz Kruczek               |
| 27.03.1998                | Zakopane                     | Średnia Krokiew              | Robert Mateja                | Łukasz Kruczek               | Andrzej Młynarczyk           |
| 12.02.1999                | Szczyrk                      | Skalite                      | Adam Małysz                  | Łukasz Kruczek               | Marek Gwóźdź                 |
| 25.03.2000                | Zakopane                     | Średnia Krokiew              | Adam Małysz                  | Wojciech Skupień             | Robert Mateja                |
| 27.02.2001                | Szczyrk                      | Skalite                      | Łukasz Kruczek               | Wojciech Skupień             | Tomisław Tajner              |
| 27.03.2002                | Zakopane                     | Średnia Krokiew              | Adam Małysz                  | Marcin Bachleda              | Wojciech Skupień             |
| 02.03.2003                | Szczyrk                      | Skalite                      | Adam Małysz                  | Łukasz Kruczek               | Marcin Bachleda              |
| 29.01.2004                | Karpacz                      | Orlinek                      | Adam Małysz                  | Mateusz Rutkowski            | Dawid Kowal                  |
| 26.01.2005                | Szczyrk                      | Skalite                      | Adam Małysz                  | Krystian Długopolski         | Kamil Stoch                  |
| 26.02.2006                | Zakopane                     | Średnia Krokiew              | Adam Małysz                  | Kamil Stoch                  | Stefan Hula                  |
| 17.02.2007                | Szczyrk                      | Skalite                      | Adam Małysz                  | Kamil Stoch                  | Piotr Żyła                   |
| 20.03.2008                | Zakopane                     | Średnia Krokiew              | Adam Małysz                  | Robert Mateja                | Marcin Bachleda              |
| 26.12.2009                | Szczyrk                      | Skalite                      | Adam Małysz                  | Kamil Stoch                  | Stefan Hula                  |
| 23.12.2010                | Zakopane                     | Średnia Krokiew              | Zawody odwołane              | Zawody odwołane              | Zawody odwołane              |
| 19.02.2011                | Szczyrk                      | Skalite                      | Kamil Stoch                  | Tomasz Byrt                  | Rafał Śliż                   |
| - 24.03.2012 - 26.12.2012 | Zakopane                     | Średnia Krokiew              | Zawody odwołane              | Zawody odwołane              | Zawody odwołane              |
| 2013                      | Zawody nie zostały rozegrane | Zawody nie zostały rozegrane | Zawody nie zostały rozegrane | Zawody nie zostały rozegrane | Zawody nie zostały rozegrane |
| 30.03.2014                | Szczyrk                      | Skalite                      | Zawody odwołane              | Zawody odwołane              | Zawody odwołane              |

###### Duża skocznia
| Rok        | Miejsce  | Skocznia       | Złoty medal                  | Srebrny medal                         | Brązowy medal                |
| ---------- | -------- | -------------- | ---------------------------- | ------------------------------------- | ---------------------------- |
| 04.02.1962 | Zakopane | Wielka Krokiew | Piotr Wala                   | Andrzej Kocyan                        | Stefan Przybyła              |
| 24.02.1963 | Zakopane | Wielka Krokiew | Piotr Wala                   | Antoni Łaciak                         | Jan Pezda                    |
| 19.01.1964 | Zakopane | Wielka Krokiew | Józef Przybyła (2)           | Piotr Wala (7)                        | Ryszard Witke (8)            |
| 21.02.1965 | Zakopane | Wielka Krokiew | Andrzej Sztolf               | Józef Przybyła                        | Ryszard Witke                |
| 20.03.1966 | Zakopane | Wielka Krokiew | Józef Przybyła               | Józef Kocyan                          | Piotr Wala                   |
| 05.03.1967 | Zakopane | Wielka Krokiew | Erwin Fiedor (2)             | Andrzej Sztolf (3)                    | Józef Przybyła (4)           |
| 25.02.1968 | Wisła    | Malinka        | Erwin Fiedor                 | Andrzej Sztolf                        | Józef Kocyan                 |
| 16.02.1969 | Zakopane | Wielka Krokiew | Tadeusz Pawlusiak            | Józef Gąsienica Daniel Józef Przybyła | –                            |
| 09.03.1970 | Wisła    | Malinka        | Stanisław Gąsienica-Daniel   | Stanisław Murzyniak                   | Erwin Fiedor                 |
| 21.02.1971 | Wisła    | Malinka        | Adam Krzysztofiak            | Tadeusz Pawlusiak                     | Józef Przybyła               |
| 20.02.1972 | Zakopane | Wielka Krokiew | Wojciech Fortuna             | Stanisław Gąsienica-Daniel            | Adam Krzysztofiak            |
| 04.02.1973 | Wisła    | Malinka        | Czesław Janik                | Tadeusz Pawlusiak                     | Wojciech Fortuna             |
| 03.02.1974 | Zakopane | Wielka Krokiew | Stanisław Bobak              | Kazimierz Długopolski                 | Tadeusz Pawlusiak            |
| 08.02.1975 | Zakopane | Wielka Krokiew | Stanisław Bobak              | Adam Krzysztofiak                     | Aleksander Stołowski         |
| 21.02.1976 | Zakopane | Wielka Krokiew | Marek Pach                   | Stanisław Bobak                       | Tadeusz Pawlusiak            |
| 05.02.1977 | Wisła    | Malinka        | Stanisław Bobak              | Tadeusz Pawlusiak                     | Janusz Waluś                 |
| 04.03.1978 | Zakopane | Wielka Krokiew | Kazimierz Długopolski        | Tadeusz Pawlusiak                     | Stanisław Kawulok            |
| 06.03.1979 | Zakopane | Wielka Krokiew | Piotr Fijas                  | Stanisław Bobak                       | Kazimierz Długopolski        |
| 03.02.1980 | Wisła    | Malinka        | Stanisław Pawlusiak          | Piotr Fijas                           | Stanisław Bobak              |
| 08.02.1981 | Zakopane | Wielka Krokiew | Stanisław Bobak              | Piotr Fijas                           | Tadeusz Bafia                |
| 14.02.1982 | Zakopane | Wielka Krokiew | Piotr Fijas                  | Jan Łoniewski                         | Józef Pawlusiak              |
| 03.02.1983 | Wisła    | Malinka        | Piotr Fijas                  | Tadeusz Fijas                         | Jan Łoniewski                |
| 20.02.1984 | Zakopane | Wielka Krokiew | Piotr Fijas                  | Tadeusz Fijas                         | Jarosław Węgrzynkiewicz      |
| 07.02.1985 | Wisła    | Malinka        | Piotr Fijas                  | Tadeusz Fijas                         | Bogdan Zwijacz               |
| 09.02.1986 | Zakopane | Wielka Krokiew | Piotr Fijas                  | Jan Kowal                             | Józef Pluskota               |
| 06.03.1987 | Wisła    | Malinka        | Piotr Fijas                  | Jan Kowal                             | Zbigniew Klimowski           |
| 05.03.1988 | Zakopane | Wielka Krokiew | Piotr Fijas                  | Jan Kowal                             | Zbigniew Klimowski (4)       |
| 01.02.1989 | Wisła    | Malinka        | Jan Kowal                    | Jarosław Mądry                        | Bogdan Papierz               |
| 08.03.1990 | Zakopane | Wielka Krokiew | Jarosław Mądry               | Alojzy Moskal                         | Andrzej Malik                |
| 03.02.1991 | Zakopane | Wielka Krokiew | Jan Kowal                    | Zbigniew Klimowski                    | Alojzy Moskal                |
| 02.02.1992 | Zakopane | Wielka Krokiew | Jan Kowal                    | Zbigniew Klimowski                    | Stanisław Styrczula          |
| 21.03.1993 | Zakopane | Wielka Krokiew | Bartłomiej Gąsienica-Sieczka | Jan Kowal                             | Robert Mateja                |
| 05.02.1994 | Zakopane | Wielka Krokiew | Wojciech Skupień             | Adam Małysz                           | Stanisław Ustupski           |
| 01.04.1995 | Zakopane | Wielka Krokiew | Adam Małysz                  | Wojciech Skupień                      | Robert Mateja                |
| 24.03.1996 | Zakopane | Wielka Krokiew | Adam Małysz                  | Wojciech Skupień                      | Robert Mateja (4)            |
| 15.02.1997 | Wisła    | Malinka        | Adam Małysz                  | Łukasz Kruczek                        | Bartłomiej Gąsienica-Sieczka |
| 29.03.1998 | Zakopane | Wielka Krokiew | Robert Mateja                | Wojciech Skupień (4)                  | Adam Małysz (6)              |
| 14.02.1999 | Wisła    | Malinka        | Robert Mateja                | Adam Małysz                           | Łukasz Kruczek               |
| 26.03.2000 | Zakopane | Wielka Krokiew | Adam Małysz                  | Wojciech Skupień                      | Robert Mateja                |
| 28.02.2001 | Wisła    | Malinka        | Wojciech Skupień             | Robert Mateja                         | Tomasz Pochwała              |
| 26.12.2002 | Zakopane | Wielka Krokiew | Adam Małysz                  | Tomasz Pochwała                       | Robert Mateja                |
| 26.12.2003 | Zakopane | Wielka Krokiew | Adam Małysz                  | Wojciech Tajner                       | Mateusz Rutkowski            |
| 31.01.2004 | Zakopane | Wielka Krokiew | Adam Małysz                  | Mateusz Rutkowski                     | Robert Mateja                |
| 08.02.2005 | Zakopane | Wielka Krokiew | Adam Małysz                  | Kamil Stoch                           | Wojciech Skupień             |
| 25.02.2006 | Zakopane | Wielka Krokiew | Robert Mateja                | Adam Małysz                           | Kamil Stoch                  |
| 26.12.2007 | Zakopane | Wielka Krokiew | Kamil Stoch                  | Klemens Murańka                       | Krzysztof Miętus             |
| 18.03.2008 | Zakopane | Wielka Krokiew | Adam Małysz                  | Robert Mateja                         | Krzysztof Miętus             |
| 14.02.2009 | Wisła    | Malinka        | Kamil Stoch                  | Łukasz Rutkowski                      | Piotr Żyła                   |
| 26.12.2010 | Zakopane | Wielka Krokiew | Adam Małysz                  | Kamil Stoch                           | Stefan Hula                  |
| 26.12.2011 | Wisła    | Malinka        | Kamil Stoch                  | Piotr Żyła                            | Stefan Hula                  |
| 25.03.2012 | Zakopane | Wielka Krokiew | Kamil Stoch                  | Bartłomiej Kłusek                     | Dawid Kubacki                |
| 27.03.2013 | Wisła    | Malinka        | Maciej Kot                   | Kamil Stoch                           | Piotr Żyła                   |
| 23.12.2014 | Wisła    | Malinka        | Piotr Żyła                   | Adam Ruda                             | Jan Ziobro                   |
| 24.03.2015 | Zakopane | Wielka Krokiew | Kamil Stoch                  | Andrzej Stękała                       | Piotr Żyła                   |
| 23.03.2016 | Wisła    | Malinka        | Maciej Kot                   | Stefan Hula                           | Kamil Stoch                  |
| 26.12.2016 | Zakopane | Wielka Krokiew | Piotr Żyła                   | Dawid Kubacki                         | Maciej Kot                   |
| 26.12.2017 | Wisła    | Malinka        | Stefan Hula                  | Piotr Żyła                            | Kamil Stoch                  |
| 26.12.2018 | Zakopane | Wielka Krokiew | Kamil Stoch                  | Dawid Kubacki                         | Stefan Hula                  |
| 26.12.2019 | Wisła    | Malinka        | Zawody odwołane              | Zawody odwołane                       | Zawody odwołane              |
| 22.12.2020 | Wisła    | Malinka        | Tomasz Pilch                 | Dawid Kubacki                         | Andrzej Stękała              |
| 23.12.2021 | Zakopane | Wielka Krokiew | Kamil Stoch                  | Piotr Żyła                            | Paweł Wąsek                  |
| 22.12.2022 | Wisła    | Malinka        | Kamil Stoch                  | Piotr Żyła                            | Paweł Wąsek                  |
| 22.12.2023 | Zakopane | Wielka Krokiew | Zawody odwołane              | Zawody odwołane                       | Zawody odwołane              |
| 11.01.2025 | Zakopane | Wielka Krokiew | Paweł Wąsek                  | Kamil Stoch                           | Jakub Wolny                  |

#### Medaliści indywidualnych konkursów zimowych mistrzostw Polski
Tabela zawiera wszystkich skoczków narciarskich, którzy w konkursach indywidualnych w ramach zimowych mistrzostw Polski w narciarstwie klasycznym od 1920 roku zdobyli przynajmniej jeden medal. W przypadku tej samej liczby medali o miejscu decyduje najpierw liczba złotych, a potem srebrnych medali i brązowych medali.
Stan po mistrzostwach Polski 2025
| Msc. | Imię i nazwisko                | Złoty | Srebrny | Brązowy | Razem |
| ---- | ------------------------------ | ----- | ------- | ------- | ----- |
| 1.   | Adam Małysz                    | 21    | 6       | 1       | 28    |
| 2.   | Kamil Stoch                    | 9     | 7       | 4       | 20    |
| 3.   | Piotr Fijas                    | 13    | 3       | 1       | 17    |
| 4.   | Jan Kowal                      | 7     | 8       | 1       | 16    |
| 5.   | Robert Mateja                  | 5     | 3       | 8       | 16    |
| 6.   | Stanisław Bobak                | 8     | 5       | 1       | 14    |
| 7.   | Stanisław Marusarz             | 11    | 1       | 1       | 13    |
| 8.   | Józef Przybyła                 | 6     | 3       | 2       | 12    |
| 9.   | Wojciech Skupień               | 4     | 6       | 2       | 12    |
| 10.  | Tadeusz Pawlusiak              | 2     | 6       | 4       | 12    |
| 11.  | Piotr Żyła                     | 2     | 4       | 4       | 10    |
| 12.  | Piotr Wala                     | 3     | 3       | 3       | 9     |
| 13.  | Zbigniew Klimowski             | 1     | 4       | 4       | 9     |
| 14.  | Adam Krzysztofiak              | 4     | 1       | 3       | 8     |
| 15.  | Jan Kula                       | 2     | 4       | 2       | 8     |
| 16.  | Łukasz Kruczek                 | 1     | 4       | 2       | 7     |
| 17.  | Stefan Hula                    | 1     | 1       | 5       | 7     |
| 18.  | Bronisław Czech                | 4     | 2       | 0       | 6     |
| 19.  | Antoni Wieczorek               | 2     | 4       | 0       | 6     |
| 19.  | Stanisław Gąsienica-Daniel     | 2     | 4       | 0       | 6     |
| 19.  | Aleksander Rozmus              | 2     | 4       | 0       | 6     |
| 22.  | Ryszard Witke                  | 1     | 1       | 4       | 6     |
| 23.  | Władysław Tajner               | 3     | 0       | 2       | 5     |
| 24.  | Andrzej Sztolf                 | 2     | 2       | 1       | 5     |
| 25.  | Kazimierz Długopolski          | 1     | 1       | 3       | 5     |
| 26.  | Józef Kocyan                   | 0     | 3       | 2       | 5     |
| 27.  | Erwin Fiedor                   | 3     | 0       | 1       | 4     |
| 28.  | Andrzej Krzeptowski I          | 2     | 1       | 1       | 4     |
| 28.  | Henryk Mückenbrunn             | 2     | 1       | 1       | 4     |
| 30.  | Jan Łoniewski                  | 1     | 2       | 1       | 4     |
| 31.  | Andrzej Marusarz               | 1     | 1       | 2       | 4     |
| 32.  | Tadeusz Fijas                  | 0     | 3       | 1       | 4     |
| 32.  | Dawid Kubacki                  | 0     | 3       | 1       | 4     |
| 34.  | Józef Gąsienica-Bryjak         | 2     | 0       | 1       | 3     |
| 34.  | Maciej Kot                     | 2     | 0       | 1       | 3     |
| 36.  | Janusz Duda                    | 1     | 1       | 1       | 3     |
| 37.  | Wojciech Fortuna               | 1     | 0       | 2       | 3     |
| 37.  | Paweł Wąsek                    | 1     | 0       | 2       | 3     |
| 39.  | Stanisław Kawulok              | 0     | 2       | 1       | 3     |
| 39.  | Bogdan Papierz                 | 0     | 2       | 1       | 3     |
| 39.  | Mateusz Rutkowski              | 0     | 2       | 1       | 3     |
| 42.  | Marcin Bachleda                | 0     | 1       | 2       | 3     |
| 42.  | Alojzy Moskal                  | 0     | 1       | 2       | 3     |
| 44.  | Józef Pawlusiak                | 0     | 0       | 3       | 3     |
| 45.  | Franciszek Cukier              | 1     | 1       | 0       | 2     |
| 45.  | Antoni Łaciak                  | 1     | 1       | 0       | 2     |
| 45.  | Jarosław Mądry                 | 1     | 1       | 0       | 2     |
| 45.  | Leszek Pawłowski               | 1     | 1       | 0       | 2     |
| 49.  | Andrzej Gąsienica Daniel       | 1     | 0       | 1       | 2     |
| 49.  | Bartłomiej Gąsienica-Sieczka   | 1     | 0       | 1       | 2     |
| 49.  | Jan Kawulok                    | 1     | 0       | 1       | 2     |
| 49.  | Aleksander Kowalski            | 1     | 0       | 1       | 2     |
| 49.  | Marek Pach                     | 1     | 0       | 1       | 2     |
| 49.  | Stanisław Pawlusiak            | 1     | 0       | 1       | 2     |
| 49.  | Janusz Waluś                   | 1     | 0       | 1       | 2     |
| 49.  | Robert Zygmuntowicz            | 1     | 0       | 1       | 2     |
| 57.  | Józef Daniel Krzeptowski       | 0     | 2       | 0       | 2     |
| 58.  | Franciszek Bujak               | 0     | 1       | 1       | 2     |
| 58.  | Józef Gąsienica Daniel         | 0     | 1       | 1       | 2     |
| 58.  | Mieczysław Gąsienica Samek     | 0     | 1       | 1       | 2     |
| 58.  | Roman Gąsienica-Sieczka        | 0     | 1       | 1       | 2     |
| 58.  | Piotr Kolesar                  | 0     | 1       | 1       | 2     |
| 58.  | Zbigniew Malik                 | 0     | 1       | 1       | 2     |
| 58.  | Stanisław Murzyniak            | 0     | 1       | 1       | 2     |
| 58.  | Tomasz Pochwała                | 0     | 1       | 1       | 2     |
| 58.  | Andrzej Stękała                | 0     | 1       | 1       | 2     |
| 58.  | Leopold Tajner                 | 0     | 1       | 1       | 2     |
| 58.  | Stanisław Ustupski             | 0     | 1       | 1       | 2     |
| 58.  | Jakub Węgrzynkiewicz           | 0     | 1       | 1       | 2     |
| 58.  | Bogdan Zwijacz                 | 0     | 1       | 1       | 2     |
| 58.  | Władysław Żytkowicz            | 0     | 1       | 1       | 2     |
| 72.  | Tadeusz Kozak                  | 0     | 0       | 2       | 2     |
| 72.  | Krzysztof Miętus               | 0     | 0       | 2       | 2     |
| 72.  | Andrzej Młynarczyk             | 0     | 0       | 2       | 2     |
| 72.  | Aleksander Stołowski           | 0     | 0       | 2       | 2     |
| 76.  | Zdzisław Hryniewiecki          | 1     | 0       | 0       | 1     |
| 76.  | Czesław Janik                  | 1     | 0       | 0       | 1     |
| 76.  | Józef Lankosz                  | 1     | 0       | 0       | 1     |
| 76.  | Tomasz Pilch                   | 1     | 0       | 0       | 1     |
| 80.  | Jan Bieniek                    | 0     | 1       | 0       | 1     |
| 80.  | Gustaw Bujok                   | 0     | 1       | 0       | 1     |
| 80.  | Józef Bursa                    | 0     | 1       | 0       | 1     |
| 80.  | Tomasz Byrt                    | 0     | 1       | 0       | 1     |
| 80.  | Krystian Długopolski           | 0     | 1       | 0       | 1     |
| 80.  | Jan Furman                     | 0     | 1       | 0       | 1     |
| 80.  | Franciszek Gąsienica Groń      | 0     | 1       | 0       | 1     |
| 80.  | Izydor Gąsienica-Łuszczek      | 0     | 1       | 0       | 1     |
| 80.  | Stefan Hula                    | 0     | 1       | 0       | 1     |
| 80.  | Bartłomiej Kłusek              | 0     | 1       | 0       | 1     |
| 80.  | Andrzej Kocyan                 | 0     | 1       | 0       | 1     |
| 80.  | Klemens Murańka                | 0     | 1       | 0       | 1     |
| 80.  | Adam Ruda                      | 0     | 1       | 0       | 1     |
| 80.  | Łukasz Rutkowski               | 0     | 1       | 0       | 1     |
| 80.  | Wojciech Tajner                | 0     | 1       | 0       | 1     |
| 80.  | Marian Zając                   | 0     | 1       | 0       | 1     |
| 80.  | Tadeusz Zaydel                 | 0     | 1       | 0       | 1     |
| 97.  | Tadeusz Bafia                  | 0     | 0       | 1       | 1     |
| 97.  | Aleksander Bojda               | 0     | 0       | 1       | 1     |
| 97.  | Józef Bujak                    | 0     | 0       | 1       | 1     |
| 97.  | Stanisław Czarniak             | 0     | 0       | 1       | 1     |
| 97.  | Leopold Gayduszek              | 0     | 0       | 1       | 1     |
| 97.  | Wojciech Gąsienica-Marcinowski | 0     | 0       | 1       | 1     |
| 97.  | Karol Gąsienica Szostak        | 0     | 0       | 1       | 1     |
| 97.  | Stanisław Giewont              | 0     | 0       | 1       | 1     |
| 97.  | Franciszek Gut Szczerba        | 0     | 0       | 1       | 1     |
| 97.  | Marek Gwóźdź                   | 0     | 0       | 1       | 1     |
| 97.  | Stefan Habas                   | 0     | 0       | 1       | 1     |
| 97.  | Dawid Kowal                    | 0     | 0       | 1       | 1     |
| 97.  | Andrzej Krzeptowski II         | 0     | 0       | 1       | 1     |
| 97.  | Jan Legierski                  | 0     | 0       | 1       | 1     |
| 97.  | Roman Łuszczyński              | 0     | 0       | 1       | 1     |
| 97.  | Andrzej Malik                  | 0     | 0       | 1       | 1     |
| 97.  | Eugeniusz Kaliciński           | 0     | 0       | 1       | 1     |
| 97.  | Władysław Mietelski            | 0     | 0       | 1       | 1     |
| 97.  | Jan Pezda                      | 0     | 0       | 1       | 1     |
| 97.  | Józef Pluskota                 | 0     | 0       | 1       | 1     |
| 97.  | Stefan Przybyła                | 0     | 0       | 1       | 1     |
| 97.  | Jerzy Schindler                | 0     | 0       | 1       | 1     |
| 97.  | Stanisław Styrczula            | 0     | 0       | 1       | 1     |
| 97.  | Rafał Śliż                     | 0     | 0       | 1       | 1     |
| 97.  | Tomisław Tajner                | 0     | 0       | 1       | 1     |
| 97.  | Jarosław Węgrzynkiewicz        | 0     | 0       | 1       | 1     |
| 97.  | Robert Witke                   | 0     | 0       | 1       | 1     |
| 97.  | Szczepan Witkowski             | 0     | 0       | 1       | 1     |
| 97.  | Marian Woyna Orlewicz          | 0     | 0       | 1       | 1     |
| 97.  | Jan Ziobro                     | 0     | 0       | 1       | 1     |
| 97.  | Jakub Wolny                    | 0     | 0       | 1       | 1     |

#### Drużynowe zimowe mistrzostwa Polski
| 10.02.1982 | Zakopane | Wielka Krokiew  | WKS Zakopane - Jan Łoniewski - Tadeusz Fijas - Jarosław Mądry - Andrzej Kowalski                 | Wisła-Gwardia Zakopane - Jerzy Walkosz - Karol Kołtaś - Janusz Duda - Tadeusz Bafia                        | Olimpia Goleszów - Józef Pluskota - Tadeusz Duława - Mirosław Pytel - Henryk Tajner                       |                 |                 |
| 16.03.1983 | Zakopane | Wielka Krokiew  | BBTS Włókniarz Bielsko-Biała - Janusz Waluś - Piotr Fijas - Wojciech Gruszecki - Józef Pawlusiak | Olimpia Goleszów - Henryk Tajner - Tadeusz Fijas - Stanisław Kawulok - Tadeusz Duława                      | WKS Zakopane - Mirosław Pytel - Andrzej Kowalski - Zbigniew Malik - Jan Łoniewski                         |                 |                 |
| 23.03.1984 | Zakopane | Wielka Krokiew  | WKS Zakopane - Jan Kowal - Jarosław Mądry - Mirosław Pytel - Zbigniew Klimowski                  | Olimpia Goleszów - Henryk Tajner - Tadeusz Fijas - Józef Pluskota - Jan Łoniewski                          | LKS Skrzyczne Szczyrk - Zbigniew Malik - Janusz Malik - Zenon Węgrzynkiewicz - Jarosław Węgrzynkiewicz    |                 |                 |
| 03.02.1985 | Wisła    | Malinka         | Wisła-Gwardia Zakopane - Ryszard Guńka - Tadeusz Bafia - Janusz Duda - Bogdan Zwijacz            | WKS Zakopane - Andrzej Matyga - Zbigniew Klimowski - Józef Pluskota - Jan Kowal                            | LKS Skrzyczne Szczyrk - Zbigniew Malik - Kazimierz Malik - Zenon Węgrzynkiewicz - Jarosław Węgrzynkiewicz |                 |                 |
| 10.02.1986 | Zakopane | Wielka Krokiew  | WKS Zakopane II - Jan Kowal - Zbigniew Klimowski - Józef Pluskota - Zbigniew Bobak               | LKS Skrzyczne Szczyrk II - Zenon Węgrzynkiewicz - Jarosław Węgrzynkiewicz - Zbigniew Malik - Alojzy Moskal | Olimpia Goleszów - Mirosław Pytel - Jan Łoniewski - Tadeusz Fijas                                         |                 |                 |
| 02.03.1987 | Wisła    | Malinka         | WKS Zakopane - Jan Kowal - Zbigniew Klimowski - Jarosław Mądry - Andrzej Gawlak                  | Wisła – Gwardia Zakopane - Ryszard Guńka - Bogdan Papierz - Janusz Duda - Karol Kołtaś                     | Olimpia Goleszów - Jan Łoniewski - Tadeusz Fijas - Józef Pluskota - Dariusz Możdzeń                       |                 |                 |
| 08.03.1988 | Zakopane | Wielka Krokiew  | WKS Zakopane - Jan Kowal - Zbigniew Klimowski - Jarosław Mądry - Andrzej Gawlak                  | Wisła – Gwardia Zakopane - Janusz Duda - Tadeusz Bafia - Bogdan Papierz - Ryszard Guńka                    | BBTS Włókniarz Bielsko – Biała - Jarosław Kargul - Sławomir Socała - Adam Leksander - Piotr Fijas         |                 |                 |
| 02.02.1989 | Wisła    | Malinka         | WKS Zakopane - Jan Kowal - Zbigniew Klimowski - Jarosław Mądry                                   | Wisła – Gwardia Zakopane - Bogdan Papierz - Ryszard Guńka - Stanisław Ustupski - Roman Groński             | LKS Skrzyczne Szczyrk - Zenon Węgrzynkiewicz - Jarosław Węgrzynkiewicz - Andrzej Malik - Alojzy Moskal    |                 |                 |
| 06.03.1990 | Zakopane | Średnia Krokiew | LKS Skrzyczne Szczyrk - Zbigniew Malik - Wacław Przybyła - Robert Witke - Andrzej Malik          | WKS Zakopane - Jan Kowal - Zbigniew Klimowski - Jarosław Mądry - Alojzy Moskal                             | Wisła – Gwardia Zakopane - Bogdan Papierz - Roman Groński - Stanisław Kułach - Andrzej Łukanus            |                 |                 |
| 20.02.1991 | Szczyrk  | Skalite         | WKS Zakopane - Jan Kowal - Zbigniew Klimowski - Jarosław Mądry                                   | Wisła – Gwardia Zakopane - Bogdan Papierz - Stanisław Ustupski - Robert Mateja                             | LKS Skrzyczne Szczyrk - Alojzy Moskal - Wacław Przybyła - Andrzej Malik                                   |                 |                 |
| 31.01.1992 | Zakopane | Średnia Krokiew | WKS Zakopane - Jan Kowal - Zbigniew Klimowski - Bartłomiej Gąsienica-Sieczka - Krzysztof Rams    | TS Wisła Zakopane - Stanisław Ustupski - Roman Groński - Bogdan Papierz - Robert Mateja                    | LKS Skrzyczne Szczyrk - Alojzy Moskal - Dariusz Kubaszek - Wacław Przybyła - Marek Tucznio                |                 |                 |
| 12.03.1993 | Szczyrk  | Skalite         | WKS Zakopane - Zbigniew Klimowski - Jan Kowal - Jarosław Mądry - Bartłomiej Gąsienica-Sieczka    | TS Wisła Zakopane - Stanisław Styrczula - Robert Mateja - Robert Zygmuntowicz - Andrzej Młynarczyk         | LKS Klimczok Bystra - Łukasz Kruczek - Krzysztof Hernas - Wacław Przybyła - Adam Kudzia                   |                 |                 |
| 04.02.1994 | Zakopane | Średnia Krokiew | TS Wisła Zakopane I - Robert Mateja - Robert Zygmuntowicz - Andrzej Młynarczyk                   | TS Wisła Zakopane II - Władysław Styrczula - Stanisław Styrczula - Stanisław Ustupski                      | Wisła Ustronianka - Adam Małysz - Aleksander Bojda - Mariusz Wantulok                                     |                 |                 |
| 16.02.1995 | Szczyrk  | Salmopol        | Wisła Ustronianka - Adam Małysz - Aleksander Bojda - Mariusz Wantulok                            | WKS Zakopane - Stefan Habas - Władysław Styrczula - Bartłomiej Gąsienica-Sieczka                           | BBTS Włókniarz Bielsko-Biała - Marek Gwóźdź - Mirosław Grzybowski - Jacek Pawlak                          |                 |                 |
| 22.03.1996 | Zakopane | Średnia Krokiew | Start Krokiew Zakopane - Wojciech Skupień - Krystian Długopolski - Marcin Sitarz                 | Wisła Ustronianka - Adam Małysz - Aleksander Bojda - Arkadiusz Wantulok                                    | TS Wisła Zakopane - Kazimierz Bafia - Andrzej Młynarczyk - Robert Mateja                                  |                 |                 |
| 26.03.1997 | Zakopane | Średnia Krokiew | WKS Zakopane - Wojciech Skupień - Robert Mateja - Andrzej Galica                                 | Wisła Ustronianka - Adam Małysz - Grzegorz Śliwka - Mirosław Kędzior                                       | WKS Zakopane III - Rafał Kuchta - Kazimierz Bafia - Stefan Habas                                          |                 |                 |
| 28.03.1998 | Zakopane | Średnia Krokiew | Wisła Ustronianka - Adam Małysz - Grzegorz Śliwka - Aleksander Bojda                             | Start Krokiew Zakopane - Krystian Długopolski - Marcin Sitarz - Andrzej Młynarczyk                         | LKS Klimczok Bystra - Łukasz Kruczek - Mariusz Maciaś - Przemysław Kruczek                                |                 |                 |
| 13.02.1999 | Szczyrk  | Skalite         | WKS Zakopane - Wojciech Skupień - Marek Gwóźdź - Marcin Bachleda                                 | Start Krokiew Zakopane - Krystian Długopolski - Grzegorz Sobczyk - Andrzej Młynarczyk                      | LKS Klimczok Bystra - Łukasz Kruczek - Mariusz Maciaś - Bartłomiej Nikiel                                 |                 |                 |
| 25.03.2000 | Zakopane | Średnia Krokiew | Wisła Ustronianka - Adam Małysz - Tomisław Tajner - Wojciech Tajner                              | WKS Zakopane - Daniel Bachleda - Andrzej Galica - Wojciech Skupień                                         | TS Wisła Zakopane - Tomasz Pochwała - Kazimierz Bafia - Robert Mateja                                     |                 |                 |
| 27.02.2001 | Szczyrk  | Skalite         | TS Wisła Zakopane - Tomasz Pochwała - Robert Mateja - Krystian Długopolski                       | WKS Zakopane (3) - Grzegorz Sobczyk - Daniel Bachleda - Wojciech Skupień                                   | WKS Zakopane II (4) - Paweł Kruczek - Marcin Bachleda - Rafał Kuchta                                      |                 |                 |
| 27.03.2002 | Zakopane | Średnia Krokiew | Wisła Ustronianka - Adam Małysz - Tomisław Tajner - Grzegorz Śliwka                              | WKS Zakopane - Daniel Bachleda - Marcin Bachleda - Wojciech Skupień                                        | TS Wisła Zakopane - Maciej Maciusiak - Krystian Długopolski - Robert Mateja                               |                 |                 |
| 03.03.2003 | Szczyrk  | Skalite         | WKS Zakopane - Wojciech Skupień - Grzegorz Sobczyk - Marcin Bachleda                             | Wisła Ustronianka - Grzegorz Śliwka - Wojciech Tajner - Tomisław Tajner                                    | AZS AWF Katowice - Krystian Długopolski - Tomasz Pochwała - Łukasz Kruczek                                |                 |                 |
| 28.01.2004 | Karpacz  | Orlinek         | AZS AWF Katowice - Krystian Długopolski - Tomisław Tajner - Maciej Maciusiak - Tomasz Pochwała   | Wisła Ustronianka - Przemysław Wyrwa - Grzegorz Śliwka - Rafał Śliż - Wojciech Tajner                      | Start Krokiew Zakopane - Krzysztof Styrczula - Paweł Urbański - Sebastian Toczek - Dawid Kowal            |                 |                 |
| 25.01.2005 | Szczyrk  | Skalite         | Wisła Ustronianka - Adam Małysz - Piotr Żyła - Rafał Śliż - Wojciech Tajner                      | AZS AWF Katowice - Krystian Długopolski - Tomisław Tajner - Marcin Bachleda - Tomasz Pochwała              | Start Krokiew Zakopane - Krzysztof Styrczula - Paweł Urbański - Wojciech Topór - Marek Michniak           |                 |                 |
| 25.02.2006 | Zakopane | Wielka Krokiew  | Wisła Ustronianka - Adam Małysz - Piotr Żyła - Rafał Śliż - Wojciech Tajner                      | TS Wisła Zakopane - Robert Mateja - Łukasz Rutkowski - Mateusz Rutkowski - Wojciech Skupień                | AZS AWF Katowice - Krzysztof Styrczula - Tomisław Tajner - Marcin Bachleda - Tomasz Pochwała              |                 |                 |
| 16.02.2007 | Szczyrk  | Skalite         | Wisła Ustronianka - Adam Małysz - Piotr Żyła - Rafał Śliż - Artur Broda                          | TS Wisła Zakopane - Robert Mateja - Tomasz Pochwała - Mateusz Rutkowski - Wojciech Skupień                 | AZS AWF Katowice - Krzysztof Styrczula - Tomisław Tajner - Marcin Bachleda - Mateusz Wantulok             |                 |                 |
| 19.03.2008 | Zakopane | Średnia Krokiew | TS Wisła Zakopane - Marcin Bachleda - Łukasz Rutkowski - Robert Mateja - Wojciech Skupień        | Wisła Ustronianka - Adam Małysz - Piotr Żyła - Rafał Śliż - Mateusz Cieślar                                | Start Krokiew Zakopane - Dawid Kowal - Grzegorz Miętus - Krzysztof Miętus - Maciej Kot                    |                 |                 |
| 26.03.2009 | Szczyrk  | Skalite         | Wisła Ustronianka - Adam Małysz - Piotr Żyła - Rafał Śliż - Adam Cieślar                         | TS Wisła Zakopane - Marcin Bachleda - Łukasz Rutkowski - Klemens Murańka - Dawid Kubacki                   | Start Krokiew Zakopane - Grzegorz Miętus - Krzysztof Miętus - Maciej Kot - Jakub Kot                      |                 |                 |
| 22.12.2010 | Zakopane | Średnia Krokiew | Zawody odwołane                                                                                  | Zawody odwołane                                                                                            | Zawody odwołane                                                                                           |                 |                 |
| 18.02.2011 | Szczyrk  | Skalite         | TS Wisła Zakopane - Marcin Bachleda - Łukasz Rutkowski - Klemens Murańka - Dawid Kubacki         | Wisła Ustronianka - Aleksander Zniszczoł - Piotr Żyła - Tomasz Byrt - Adam Cieślar                         | AZS Zakopane - Grzegorz Miętus - Krzysztof Miętus - Maciej Kot - Andrzej Zapotoczny                       |                 |                 |
| 24.03.2012 | Zakopane | Wielka Krokiew  | AZS Zakopane - Andrzej Zapotoczny - Krzysztof Miętus - Maciej Kot - Kamil Stoch                  | TS Wisła Zakopane - Łukasz Rutkowski - Marcin Bachleda - Dawid Kubacki - Klemens Murańka                   | Wisła Ustronianka - Rafał Śliż - Tomasz Byrt - Aleksander Zniszczoł - Piotr Żyła                          |                 |                 |
| 26.03.2013 | Wisła    | Malinka         | AZS Zakopane - Grzegorz Miętus - Jakub Kot - Krzysztof Miętus - Maciej Kot                       | Wisła Ustronianka - Artur Kukuła - Aleksander Zniszczoł - Rafał Śliż - Piotr Żyła                          | TS Wisła Zakopane - Andrzej Gąsienica - Tomasz Pochwała - Klemens Murańka - Dawid Kubacki                 |                 |                 |
| 29.03.2014 | Wisła    | Malinka         | Zawody odwołane                                                                                  | Zawody odwołane                                                                                            | Zawody odwołane                                                                                           | Zawody odwołane | Zawody odwołane |
| 25.03.2015 | Zakopane | Wielka Krokiew  | AZS Zakopane - Maciej Kot - Andrzej Stękała - Jakub Kot - Andrzej Zapotoczny                     | WSS Wisła w Wiśle - Aleksander Zniszczoł - Piotr Żyła - Tomasz Byrt - Artur Kukuła                         | TS Wisła Zakopane - Klemens Murańka - Dawid Kubacki - Andrzej Gąsienica - Dawid Jarząbek                  |                 |                 |
| 23.03.2016 | Wisła    | Malinka         | AZS Zakopane - Grzegorz Miętus - Jakub Kot - Andrzej Stękała - Maciej Kot                        | TS Wisła Zakopane - Dawid Jarząbek - Łukasz Rutkowski - Klemens Murańka - Dawid Kubacki                    | WSS Wisła - Tomasz Byrt - Artur Kukuła - Aleksander Zniszczoł - Piotr Żyła                                |                 |                 |

#### Medaliści drużynowych zimowych mistrzostw Polski (kluby)
| Miejsce | Klub                           | Złoto | Srebro | Brąz | Razem |
| ------- | ------------------------------ | ----- | ------ | ---- | ----- |
| 1.      | WKS Zakopane                   | 11    | 6      | 1    | 18    |
| 2.      | Wisła Ustronianka              | 8     | 8      | 3    | 19    |
| 3.      | TS Wisła Zakopane              | 5     | 12     | 6    | 23    |
| 4.      | AZS Zakopane                   | 4     | –      | 1    | 5     |
| 5.      | Start Krokiew Zakopane         | 1     | 2      | 4    | 7     |
| 6.      | AZS AWF Katowice               | 1     | 1      | 3    | 5     |
| 7.      | LKS Skrzyczne Szczyrk          | 1     | –      | 5    | 7     |
| 8.      | BBTS Włókniarz Bielsko – Biała | 1     | –      | 2    | 3     |
| 9.      | WKS Zakopane II                | 1     | –      | 1    | 3     |
| 10.     | Olimpia Goleszów               | –     | 2      | 3    | 5     |
| 11.     | TS Wisła Zakopane II           | –     | 1      | –    | 1     |
| 11.     | LKS Skrzyczne Szczyrk II       | –     | 1      | –    | 1     |
| 11.     | LKS Klimczok Bystra            | –     | –      | 3    | 3     |
| 13.     | WKS Zakopane III               | –     | –      | 1    | 1     |

### Sezon letni

#### Historia
W Polsce mistrzostwa kraju na igelicie odbywają się od 1996. Do 2003 zawody odbywały się tylko na Średniej Krokwi w Zakopanem. Od 2004 tytuł mistrza Polski można zdobywać na dużej i normalnej skoczni. Najwięcej tytułów mistrza Polski (18) posiada Adam Małysz.

#### Indywidualne letnie mistrzostwa Polski

##### 1996 – 2003
| Rok        | Miejsce  | Skocznia        | Złoty medal                   | Srebrny medal        | Brązowy medal                    |
| ---------- | -------- | --------------- | ----------------------------- | -------------------- | -------------------------------- |
| 13.10.1996 | Zakopane | Średnia Krokiew | Adam Małysz                   | Wojciech Skupień (3) | Robert Mateja Łukasz Kruczek (9) |
| 12.10.1997 | Zakopane | Średnia Krokiew | Adam Małysz                   | Krystian Długopolski | Wojciech Skupień                 |
| 11.10.1998 | Zakopane | Średnia Krokiew | Krystian Długopolski          | Robert Mateja (3)    | Łukasz Kruczek (6)               |
| 10.10.1999 | Zakopane | Średnia Krokiew | Adam Małysz Robert Mateja (2) | -                    | Łukasz Kruczek (4)               |
| 15.10.2000 | Zakopane | Średnia Krokiew | Robert Mateja                 | Wojciech Skupień     | Adam Małysz                      |
| 16.09.2001 | Zakopane | Średnia Krokiew | Adam Małysz                   | Wojciech Skupień     | Robert Mateja                    |
| 29.09.2002 | Zakopane | Średnia Krokiew | Marcin Bachleda               | Wojciech Skupień     | Tomasz Pochwała                  |
| 21.09.2003 | Zakopane | Średnia Krokiew | Adam Małysz                   | Robert Mateja        | Krystian Długopolski             |

##### 2004 –

###### Normalna skocznia
| Rok        | Miejsce                       | Skocznia                      | Złoty medal                   | Srebrny medal                    | Brązowy medal                 |
| ---------- | ----------------------------- | ----------------------------- | ----------------------------- | -------------------------------- | ----------------------------- |
| 10.10.2004 | Zakopane                      | Średnia Krokiew               | Adam Małysz                   | Robert Mateja                    | Mateusz Rutkowski             |
| 16.10.2005 | Zakopane                      | Średnia Krokiew               | Adam Małysz                   | Marcin Bachleda                  | Robert Mateja                 |
| 15.10.2006 | Zakopane                      | Średnia Krokiew               | Adam Małysz                   | Stefan Hula                      | Kamil Stoch                   |
| 14.10.2007 | Zakopane                      | Średnia Krokiew               | Adam Małysz                   | Kamil Stoch                      | Klemens Murańka               |
| 2008       | Zawody nie zostały rozegrane. | Zawody nie zostały rozegrane. | Zawody nie zostały rozegrane. | Zawody nie zostały rozegrane.    | Zawody nie zostały rozegrane. |
| 10.10.2009 | Zakopane                      | Średnia Krokiew               | Adam Małysz                   | Łukasz Rutkowski                 | Kamil Stoch                   |
| 24.07.2010 | Szczyrk                       | Skalite                       | Adam Małysz                   | Kamil Stoch                      | Stefan Hula                   |
| 18.09.2011 | Zakopane                      | Średnia Krokiew               | Zawody odwołane               | Zawody odwołane                  | Zawody odwołane               |
| 2012       | Zawody nie zostały rozegrane. | Zawody nie zostały rozegrane. | Zawody nie zostały rozegrane. | Zawody nie zostały rozegrane.    | Zawody nie zostały rozegrane. |
| 01.09.2013 | Szczyrk                       | Skalite                       | Dawid Kubacki                 | Krzysztof Biegun Klemens Murańka | —                             |
| 11.10.2014 | Szczyrk                       | Skalite                       | Piotr Żyła                    | Kamil Stoch                      | Bartłomiej Kłusek             |
| 09.10.2015 | Szczyrk                       | Skalite                       | Dawid Kubacki                 | Maciej Kot                       | Andrzej Stękała               |
| 2016       | Zawody nie zostały rozegrane. | Zawody nie zostały rozegrane. | Zawody nie zostały rozegrane. | Zawody nie zostały rozegrane.    | Zawody nie zostały rozegrane. |
| 2017       | Zawody nie zostały rozegrane. | Zawody nie zostały rozegrane. | Zawody nie zostały rozegrane. | Zawody nie zostały rozegrane.    | Zawody nie zostały rozegrane. |
| 2018       | Zawody nie zostały rozegrane. | Zawody nie zostały rozegrane. | Zawody nie zostały rozegrane. | Zawody nie zostały rozegrane.    | Zawody nie zostały rozegrane. |
| 12.10.2019 | Szczyrk                       | Skalite                       | Piotr Żyła                    | Kamil Stoch                      | Stefan Hula                   |
| 17.10.2020 | Szczyrk                       | Skalite                       | Dawid Kubacki                 | Andrzej Stękała                  | Klemens Murańka               |
| 28.10.2021 | Zakopane                      | Średnia Krokiew               | Piotr Żyła                    | Klemens Murańka                  | Dawid Kubacki Tomasz Pilch    |
| 18.10.2022 | Zakopane                      | Średnia Krokiew               | Dawid Kubacki                 | Piotr Żyła                       | Stefan Hula                   |
| 21.10.2023 | Szczyrk                       | Skalite                       | Dawid Kubacki                 | Piotr Żyła                       | Kamil Stoch                   |
| 18.10.2024 | Zakopane                      | Średnia Krokiew               | Klemens Joniak                | Paweł Wąsek                      | Dawid Kubacki                 |
| 2025       | Zawody nie zostały rozegrane. | Zawody nie zostały rozegrane. | Zawody nie zostały rozegrane. | Zawody nie zostały rozegrane.    | Zawody nie zostały rozegrane. |

###### Duża skocznia
| Rok        | Miejsce                       | Skocznia                      | Złoty medal                   | Srebrny medal                 | Brązowy medal                 |
| ---------- | ----------------------------- | ----------------------------- | ----------------------------- | ----------------------------- | ----------------------------- |
| 09.10.2004 | Zakopane                      | Wielka Krokiew                | Adam Małysz                   | Robert Mateja                 | Krystian Długopolski          |
| 15.10.2005 | Zakopane                      | Wielka Krokiew                | Adam Małysz                   | Marcin Bachleda               | Robert Mateja                 |
| 14.10.2006 | Zakopane                      | Wielka Krokiew                | Adam Małysz                   | Stefan Hula                   | Wojciech Skupień              |
| 13.10.2007 | Zakopane                      | Wielka Krokiew                | Adam Małysz                   | Marcin Bachleda               | Kamil Stoch                   |
| 27.09.2008 | Wisła                         | Malinka                       | Adam Małysz                   | Łukasz Rutkowski              | Marcin Bachleda               |
| 11.10.2009 | Zakopane                      | Wielka Krokiew                | Adam Małysz                   | Łukasz Rutkowski              | Grzegorz Miętus               |
| 25.07.2010 | Wisła                         | Malinka                       | Adam Małysz                   | Kamil Stoch                   | Maciej Kot                    |
| 17.09.2011 | Zakopane                      | Wielka Krokiew                | Kamil Stoch                   | Krzysztof Miętus              | Piotr Żyła                    |
| 02.09.2012 | Wisła                         | Malinka                       | Maciej Kot                    | Krzysztof Biegun              | Kamil Stoch                   |
| 08.09.2013 | Zakopane                      | Wielka Krokiew                | Jan Ziobro                    | Maciej Kot                    | Dawid Kubacki                 |
| 19.07.2014 | Wisła                         | Malinka                       | Kamil Stoch                   | Piotr Żyła                    | Jakub Wolny                   |
| 18.07.2015 | Wisła                         | Malinka                       | Dawid Kubacki                 | Klemens Murańka               | Maciej Kot                    |
| 08.10.2016 | Wisła                         | Malinka                       | Maciej Kot                    | Kamil Stoch                   | Klemens Murańka               |
| 2017       | Zawody nie zostały rozegrane. | Zawody nie zostały rozegrane. | Zawody nie zostały rozegrane. | Zawody nie zostały rozegrane. | Zawody nie zostały rozegrane. |
| 27.10.2018 | Zakopane                      | Wielka Krokiew                | Dawid Kubacki                 | Piotr Żyła                    | Kamil Stoch                   |
| 2019–2024  | Zawody nie zostały rozegrane. | Zawody nie zostały rozegrane. | Zawody nie zostały rozegrane. | Zawody nie zostały rozegrane. | Zawody nie zostały rozegrane. |
| 01.08.2025 | Wisła                         | Malinka                       | Kamil Stoch                   | Aleksander Zniszczoł          | Dawid Kubacki                 |

#### Medaliści indywidualnych konkursów letnich mistrzostw Polski
Tabela zawiera wszystkich skoczków narciarskich, którzy w konkursach indywidualnych w ramach mistrzostw Polski w narciarstwie klasycznym od 1996 zdobyli przynajmniej jeden medal. W przypadku tej samej liczby medali o miejscu decyduje najpierw liczba złotych, a potem srebrnych medali.
Stan po zakończeniu sezonu letniego 2025
| Miejsce | Imię i nazwisko      | Złoto | Srebro | Brąz | Razem |
| ------- | -------------------- | ----- | ------ | ---- | ----- |
| 1.      | Adam Małysz          | 18    | –      | 1    | 19    |
| 2.      | Kamil Stoch          | 3     | 6      | 6    | 15    |
| 3.      | Dawid Kubacki        | 7     | –      | 4    | 11    |
| 4.      | Robert Mateja        | 2     | 4      | 4    | 10    |
| 5.      | Piotr Żyła           | 3     | 4      | 1    | 8     |
| 6.      | Maciej Kot           | 2     | 2      | 2    | 6     |
| 7.      | Wojciech Skupień     | –     | 4      | 2    | 6     |
| 8.      | Klemens Murańka      | –     | 3      | 3    | 6     |
| 9.      | Marcin Bachleda      | 1     | 3      | 1    | 5     |
| 10.     | Stefan Hula          | –     | 2      | 3    | 5     |
| 11.     | Krystian Długopolski | 1     | 1      | 2    | 4     |
| 12.     | Łukasz Rutkowski     | –     | 3      | –    | 3     |
| 13.     | Łukasz Kruczek       | –     | –      | 3    | 3     |
| 14.     | Krzysztof Biegun     | –     | 2      | –    | 2     |
| 15.     | Andrzej Stękała      | –     | 1      | 1    | 2     |
| 16.     | Klemens Joniak       | 1     | –      | –    | 1     |
| 16.     | Jan Ziobro           | 1     | –      | –    | 1     |
| 18.     | Krzysztof Miętus     | –     | 1      | –    | 1     |
| 18.     | Paweł Wąsek          | –     | 1      | –    | 1     |
| 18.     | Aleksander Zniszczoł | –     | 1      | –    | 1     |
| 21.     | Bartłomiej Kłusek    | –     | –      | 1    | 1     |
| 21.     | Grzegorz Miętus      | –     | –      | 1    | 1     |
| 21.     | Tomasz Pilch         | –     | –      | 1    | 1     |
| 21.     | Tomasz Pochwała      | –     | –      | 1    | 1     |
| 21.     | Mateusz Rutkowski    | –     | –      | 1    | 1     |
| 21.     | Jakub Wolny          | –     | –      | 1    | 1     |

#### Drużynowe letnie mistrzostwa Polski
| Rok        | Miejsce                       | Skocznia                      | Złoty medal                                                                                 | Srebrny medal                                                                            | Brązowy medal                                                                                 |
| ---------- | ----------------------------- | ----------------------------- | ------------------------------------------------------------------------------------------- | ---------------------------------------------------------------------------------------- | --------------------------------------------------------------------------------------------- |
| 28.09.2008 | Wisła                         | Malinka                       | TS Wisła Zakopane - Wojciech Skupień - Klemens Murańka - Marcin Bachleda - Łukasz Rutkowski | Wisła Ustronianka - Paweł Słowiok - Rafał Śliż - Piotr Żyła - Adam Małysz                | Start Krokiew Zakopane - Jakub Kot - Wojciech Gąsienica-Kotelnicki - Kamil Kowal - Maciej Kot |
| 2009       | Zawody nie zostały rozegrane. | Zawody nie zostały rozegrane. | Zawody nie zostały rozegrane.                                                               | Zawody nie zostały rozegrane.                                                            | Zawody nie zostały rozegrane.                                                                 |
| 23.07.2010 | Szczyrk                       | Skalite                       | AZS Zakopane - Andrzej Zapotoczny - Krzysztof Miętus - Maciej Kot - Kamil Stoch             | Wisła Ustronianka - Aleksander Zniszczoł - Tomasz Byrt - Piotr Żyła - Adam Małysz        | TS Wisła Zakopane - Klemens Murańka - Marcin Bachleda - Łukasz Rutkowski - Dawid Kubacki      |
| 2011       | Zawody nie zostały rozegrane. | Zawody nie zostały rozegrane. | Zawody nie zostały rozegrane.                                                               | Zawody nie zostały rozegrane.                                                            | Zawody nie zostały rozegrane.                                                                 |
| 2012       | Zawody nie zostały rozegrane. | Zawody nie zostały rozegrane. | Zawody nie zostały rozegrane.                                                               | Zawody nie zostały rozegrane.                                                            | Zawody nie zostały rozegrane.                                                                 |
| 2013       | Zawody nie zostały rozegrane. | Zawody nie zostały rozegrane. | Zawody nie zostały rozegrane.                                                               | Zawody nie zostały rozegrane.                                                            | Zawody nie zostały rozegrane.                                                                 |
| 20.07.2014 | Wisła                         | Malinka                       | AZS Zakopane - Grzegorz Miętus - Krzysztof Miętus - Andrzej Zapotoczny - Maciej Kot         | TS Wisła Zakopane - Andrzej Gąsienica - Dawid Jarząbek - Klemens Murańka - Dawid Kubacki | WKS Zakopane - Marcin Budz - Stefan Hula - Jan Ziobro - Kamil Stoch                           |
| 10.10.2015 | Szczyrk                       | Skalite                       | AZS Zakopane - Maciej Kot - Krzysztof Leja - Andrzej Stękała - Andrzej Zapotoczny           | TS Wisła Zakopane - Andrzej Gąsienica - Dawid Jarząbek - Klemens Murańka - Dawid Kubacki | WSS Wisła - Tomasz Byrt - Artur Kukuła - Aleksander Zniszczoł - Piotr Żyła                    |
| 09.10.2016 | Wisła                         | Malinka                       | AZS Zakopane - Maciej Kot - Krzysztof Leja - Krzysztof Miętus - Andrzej Stękała             | WSS Wisła - Tomasz Pilch - Paweł Wąsek - Aleksander Zniszczoł - Piotr Żyła               | LKS Klimczok Bystra - Przemysław Kantyka - Bartłomiej Kłusek - Piotr Kudzia - Jakub Wolny     |
| 2017       | Zawody nie zostały rozegrane. | Zawody nie zostały rozegrane. | Zawody nie zostały rozegrane.                                                               | Zawody nie zostały rozegrane.                                                            | Zawody nie zostały rozegrane.                                                                 |
| 2018       | Zawody nie zostały rozegrane. | Zawody nie zostały rozegrane. | Zawody nie zostały rozegrane.                                                               | Zawody nie zostały rozegrane.                                                            | Zawody nie zostały rozegrane.                                                                 |
| 12.10.2019 | Szczyrk                       | Skalite                       | AZS Zakopane I - Mateusz Gruszka - Krzysztof Leja - Andrzej Stękała - Maciej Kot            | WSS Wisła II - Artur Kukuła - Bartosz Czyż - Szymon Jojko - Tomasz Pilch                 | TS Wisła Zakopane I - Klemens Murańka - Dawid Jarząbek - Adam Niżnik - Dawid Kubacki          |
| 18.10.2020 | Szczyrk                       | Skalite                       | WSS Wisła I - Piotr Żyła - Kacper Juroszek - Paweł Wąsek - Aleksander Zniszczoł             | AZS Zakopane I - Mateusz Gruszka - Stanisław Ciszek - Andrzej Stękała - Maciej Kot       | TS Wisła Zakopane I - Klemens Murańka - Dawid Jarząbek - Jan Rzadkosz - Dawid Kubacki         |
| 29.10.2021 | Zakopane                      | Średnia Krokiew               | WSS Wisła I - Aleksander Zniszczoł - Paweł Wąsek - Tomasz Pilch - Piotr Żyła                | TS Wisła Zakopane - Łukasz Łukaszczyk - Adam Niżnik - Klemens Murańka - Dawid Kubacki    | AZS Zakopane I - Maciej Kot - Krzysztof Leja - Marcin Wróbel - Andrzej Stękała                |
| 19.10.2022 | Zakopane                      | Średnia Krokiew               | TS Wisła Zakopane I - Łukasz Łukaszczyk - Adam Niżnik - Klemens Murańka - Dawid Kubacki     | WSS Wisła I - Aleksander Zniszczoł - Tomasz Pilch - Paweł Wąsek - Piotr Żyła             | AZS Zakopane I - Tymoteusz Amilkiewicz - Andrzej Stękała - Marcin Wróbel - Maciej Kot         |
| 22.10.2023 | Szczyrk                       | Skalite                       | WSS Wisła I - Aleksander Zniszczoł - Tomasz Pilch - Paweł Wąsek - Piotr Żyła                | TS Wisła Zakopane I - Kacper Jarząbek - Adam Niżnik - Klemens Murańka - Dawid Kubacki    | AZS Zakopane - Andrzej Stękała - Tymoteusz Amilkiewicz - Marcin Wróbel - Maciej Kot           |
| 19.10.2024 | Zakopane                      | Średnia Krokiew               | WSS Wisła I - Aleksander Zniszczoł - Tomasz Pilch - Piotr Żyła - Paweł Wąsek                | AZS Zakopane I - Mateusz Gruszka - Tymoteusz Amilkiewicz - Andrzej Stękała - Maciej Kot  | TS Wisła Zakopane I - Łukasz Łukaszczyk - Kacper Jarząbek - Adam Niżnik - Dawid Kubacki       |
| 31.07.2025 | Wisła                         | Malinka                       | WSS Wisła I - Aleksander Zniszczoł - Piotr Żyła                                             | KS Eve-nement Zakopane I - Szymon Sarniak - Kamil Stoch                                  | AZS Zakopane I - Tymoteusz Amilkiewicz - Maciej Kot                                           |

#### Medaliści drużynowych letnich mistrzostw Polski (kluby)
Stan po zakończeniu sezonu letniego 2025
| Miejsce | Klub                   | Złoto | Srebro | Brąz | Razem |
| ------- | ---------------------- | ----- | ------ | ---- | ----- |
| 1.      | WSS Wisła              | 5     | 5      | 1    | 11    |
| 2.      | AZS Zakopane           | 5     | 2      | 4    | 11    |
| 3.      | TS Wisła Zakopane      | 2     | 4      | 4    | 10    |
| 4.      | KS Eve-nement Zakopane | –     | 1      | –    | 1     |
| 5.      | Start Krokiew Zakopane | –     | –      | 1    | 1     |
| 5.      | WKS Zakopane           | –     | –      | 1    | 1     |
| 5.      | LKS Klimczok Bystra    | –     | –      | 1    | 1     |

## Kobiety

### Sezon zimowy

#### Historia
Zimowe mistrzostwa Polski w skokach narciarskich kobiet rozegrano po raz pierwszy 13 marca 2016 w Szczyrku na skoczni Skalite K-70 (HS-77). Wystartowało 11 zawodniczek. Pierwszą zimową mistrzynią Polski została Kinga Rajda.

#### Indywidualne zimowe mistrzostwa Polski kobiet

##### 2016 –
| Rok        | Miejsce                       | Skocznia                      | Złoty medal                   | Srebrny medal                 | Brązowy medal                 |
| ---------- | ----------------------------- | ----------------------------- | ----------------------------- | ----------------------------- | ----------------------------- |
| 13.03.2016 | Szczyrk                       | Skalite                       | Kinga Rajda                   | Magdalena Pałasz              | Joanna Szwab                  |
| 2017       | Zawody nie zostały rozegrane. | Zawody nie zostały rozegrane. | Zawody nie zostały rozegrane. | Zawody nie zostały rozegrane. | Zawody nie zostały rozegrane. |
| 03.03.2018 | Szczyrk                       | Skalite                       | Anna Twardosz                 | Magdalena Pałasz              | Kinga Rajda                   |
| 08.03.2019 | Zakopane                      | Mała Krokiew                  | Joanna Szwab                  | Anna Twardosz                 | Joanna Kil                    |
| 15.02.2020 | Szczyrk                       | Skalite                       | Kinga Rajda Joanna Szwab      | –                             | Anna Twardosz                 |
| 22.12.2020 | Wisła                         | Malinka                       | Kamila Karpiel                | Kinga Rajda Joanna Szwab      | –                             |
| 23.12.2021 | Zakopane                      | Wielka Krokiew                | Nicole Konderla               | Kinga Rajda                   | Anna Twardosz                 |
| 2023       | Zawody nie zostały rozegrane. | Zawody nie zostały rozegrane. | Zawody nie zostały rozegrane. | Zawody nie zostały rozegrane. | Zawody nie zostały rozegrane. |
| 2024       | Zawody nie zostały rozegrane. | Zawody nie zostały rozegrane. | Zawody nie zostały rozegrane. | Zawody nie zostały rozegrane. | Zawody nie zostały rozegrane. |
| 11.01.2025 | Zakopane                      | Wielka Krokiew                | Anna Twardosz                 | Pola Bełtowska                | Nicole Konderla               |

#### Medalistki indywidualnych konkursów zimowych mistrzostw Polski
| Miejsce | Imię i nazwisko  | Złoto | Srebro | Brąz | Razem |
| ------- | ---------------- | ----- | ------ | ---- | ----- |
| 1.      | Kinga Rajda      | 2     | 2      | 1    | 5     |
| 2.      | Anna Twardosz    | 2     | 1      | 2    | 5     |
| 3.      | Joanna Szwab     | 2     | 1      | 1    | 4     |
| 4.      | Nicole Konderla  | 1     | -      | 1    | 2     |
| 5.      | Kamila Karpiel   | 1     | -      | -    | 1     |
| 6.      | Magdalena Pałasz | -     | 2      | -    | 2     |
| 7.      | Pola Bełtowska   | -     | 1      | -    | 1     |
| 8.      | Joanna Kil       | -     | -      | 1    | 1     |

### Sezon letni

#### Historia
Letnie mistrzostwa Polski w skokach narciarskich kobiet rozegrano po raz pierwszy 11 października 2014 w Szczyrku na skoczni Skalite K-70 (HS-77). Wystartowało 13 zawodniczek. Pierwszą letnią mistrzynią Polski została Magdalena Pałasz.

#### Indywidualne letnie mistrzostwa Polski kobiet
| Rok        | Miejsce  | Skocznia        | Złoty medal        | Srebrny medal       | Brązowy medal      |
| ---------- | -------- | --------------- | ------------------ | ------------------- | ------------------ |
| 11.10.2014 | Szczyrk  | Skalite         | Magdalena Pałasz   | Joanna Szwab        | Kinga Rajda        |
| 09.10.2015 | Szczyrk  | Skalite         | Kinga Rajda        | Magdalena Pałasz    | Joanna Szwab       |
| 07.10.2016 | Szczyrk  | Skalite         | Anna Twardosz      | Kinga Rajda         | Magdalena Pałasz   |
| 08.10.2017 | Szczyrk  | Skalite         | Kamila Karpiel     | Kinga Rajda         | Magdalena Pałasz   |
| 07.10.2018 | Szczyrk  | Skalite         | Kamila Karpiel     | Anna Twardosz       | Joanna Szwab       |
| 12.10.2019 | Szczyrk  | Skalite         | Kinga Rajda        | Joanna Szwab        | Nicole Konderla    |
| 17.10.2020 | Szczyrk  | Skalite         | Joanna Szwab       | Kinga Rajda         | Anna Twardosz      |
| 28.10.2021 | Zakopane | Średnia Krokiew | Kamila Karpiel (2) | Nicole Konderla (4) | Kinga Rajda (5)    |
| 18.10.2022 | Zakopane | Średnia Krokiew | Nicole Konderla    | Tamara Mesíková     | Natalia Słowik     |
| 21.10.2023 | Szczyrk  | Skalite         | Anna Twardosz (3)  | Nicole Konderla (4) | Natalia Słowik (5) |
| 18.10.2024 | Zakopane | Średnia Krokiew | Anna Twardosz      | Nicole Konderla     | Natalia Słowik     |
| 01.08.2025 | Wisła    | Malinka         | Anna Twardosz      | Pola Bełtowska      | Nicole Konderla    |

#### Medalistki indywidualnych konkursów letnich mistrzostw Polski
Tabela zawiera wszystkie skoczkinie narciarskie, które w konkursach indywidualnych w ramach letnich mistrzostw Polski w narciarstwie klasycznym od 2014 roku zdobyły przynajmniej jeden medal. W przypadku tej samej liczby medali o miejscu decyduje najpierw liczba złotych, a potem srebrnych medali.
| Miejsce | Imię i nazwisko  | Złoto | Srebro | Brąz | Razem |
| ------- | ---------------- | ----- | ------ | ---- | ----- |
| 1.      | Kinga Rajda      | 2     | 3      | 2    | 7     |
| 2.      | Anna Twardosz    | 4     | 1      | 1    | 6     |
| 3.      | Nicole Konderla  | 1     | 3      | 2    | 6     |
| 4.      | Joanna Szwab     | 1     | 2      | 2    | 5     |
| 5.      | Magdalena Pałasz | 1     | 1      | 2    | 4     |
| 6.      | Kamila Karpiel   | 3     | –      | –    | 3     |
| 7.      | Natalia Słowik   | –     | –      | 3    | 3     |
| 8.      | Pola Bełtowska   | –     | 1      | –    | 1     |
| 8.      | Tamara Mesíková  | –     | 1      | –    | 1     |